# 龙浔镇
龙浔镇，是中华人民共和国福建省泉州市德化县下辖的一个乡镇级行政单位。

## 行政区划
龙浔镇下辖以下地区：
浔东社区、德新社区、兴南社区、南门社区、金锁社区、龙鹏社区、湖前社区、园丁社区、宝美村、丁溪村、丁墘村、大坂村、英山村和高阳村。